# 具常
具 常（ク・サン、本名：具 常浚（ク・サンジュン）、1919年9月16日 - 2004年5月11日）は、大韓民国の小説家であり言論人である。キリスト教的な存在論を基盤として美意識を追求、伝統思想や仙仏教的な瞑想及び老荘思想まで包括する広範囲の精神世界を受容し、人間存在と宇宙の意味を探求する求道的な傾向が濃い。主要作品として『焦土の詩』などがあげられる。

## 略歴
本貫は綾城具氏。1919年ソウル特別市で生まれ、1920年代初期に家族と共に咸鏡南道元山に移住し、そこで育った。
天主教の家系の影響を受け、小神学校で学んだ。日本に渡り1941年東京の日本大学哲学科を卒業した。この時期にフランスや西欧の急進思想に触れ、1942年に帰国。1945年まで元山で北鮮毎日新聞の記者として活動した。
1946年元山文学家同盟の同人誌詩集「凝香(응향)」に『夜(밤)』、『黎明図(여명도)』、『道(길)』などの詩を発表し、文壇にデビューしたが、1947年同人誌に発表した『黎明図(여명도)』、『道(길)』などの作品が、反社会主義的だという理由で北朝鮮文学芸術同盟から反動作家として批判を受けたことから南に移った。その後、雑誌「白民(백민)」に『足で蹴られた石ころと愚かな男(발길에 채인 돌멩이와 어리석은 사나이)』(1947)、『遺言(유언)』(1948)、『愛を守る(사랑을 지키리)』(1949)などの作品を発表した。
1948から1950年には連合新聞の文化部長、6・25戦争従軍作家団の副団長、勝利日報、嶺南日報、京郷新聞、カトリック新聞などの編集局長及び論説委員として活動した。また曉星女子大學校、西江大学校、ソウル大学校などで講義をし、1970から1974年、アメリカのハワイ大学で招聘教授として過ごした。
1976年から中央大学校で詩論の講義をし、1979年から大韓民国芸術院の会員、1996年から中央大学校大学院の客員教授、1998年から興士団名誉団友として活動しながら、詩をはじめとし戯曲やシナリオ、随筆などの作品活動を並行して続けた。
プロ野球選手の具滋昱は従曽孫。

## 作品
詩集
- 『具常詩集(구상시집)』(1951)
- 『焦土の詩(초토의 시)』(青丘文化社、1956)
- 『말씀의 실상』(1980)
- 『烏(까마귀)』(韓国文学図書館、1981)
- 『ドレファスのベンチで(드레퓌스의 벤치에서)』(1984)
- 『具常連作詩集(구상연작시집)』(詩文学社、1985)
- 『肥沃な畑(개똥밭)』(自由文学社、1987)
- 『유치찬란』(韓国文学図書館、1989)
- 『조화 속에서』(韓国文学図書館、1991)
- 『今日の中の永遠、永遠の中の今日(오늘 속의 영원, 영원 속의 오늘)』(未来文化社、1996)
- 『人類の盲点で(인류의 맹점에서)』(文学思想社、1998)
- 『두 이레 강아지만큼이라도 마음의 눈을 뜨게 하소서』(聖パウロ娘修道会、2001) など